# Sophie Traub
Sophie Traub is een Canadees actrice bekend van onder meer de films Daltry Calhoun uit 2005 en Tenderness uit 2009 waarin ze telkens een hoofdrol vertolkte.

## Filmografie
- Biblioteca Nacional de España: XX4978865
- Gemeinsame Normdatei: 140656006
- International Standard Name Identifier: 0000 0000 4430 5499
- Library of Congress Control Number: no2006019447
- Système universitaire de documentation: 243125801
- Virtual International Authority File: 56360096
- WorldCat: E39PBJvtdJHp93jrfWtMPgCG73